# أقبو
أقبو (بالأمازيغية: ⴰⵇⴱⵓ) هي مدينة تقع في ولاية بجاية الجزائرية. تبعد عن مدينة بجاية حوالي 65 كيلومتر.
اقبو بموقعه الاستراتيجي الجبلي الذي يغطيه غطاء نباتي كثيف، مناخ اقبو شديد البرودة شتاء مع هطول الثلوج في كافة مناطق البلدية اما صيفا فهو معتدل إلى حار في بعض الاحيان.

## أعلام
- نبيلة تيزي
- محمد هارون
- عبد الرحمن فارس
- إسماعيل ميرة
- ياسين أكوشي
- عبد الرحمان ميرة

## مواضيع ذات صلة
- بلديات ولاية بجاية
- دوائر ولاية بجاية